# Philippe Erlanger
Philippe Erlanger (* 11. Juli 1903 in  Paris; † 23. November 1987 in Cannes) war ein französischer Journalist, Kunstkritiker, Historiker und hoher Staatsbeamter. Er war Mitbegründer der Filmfestspiele von Cannes.

## Leben und Wirken

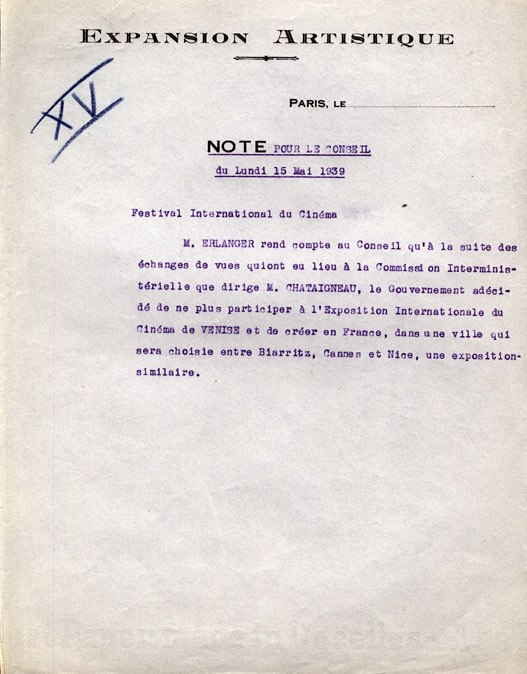
Notiz aus dem Jahr 1939: Philippe Erlanger berichtet über die Entscheidung der französischen Regierung, künftig nicht mehr an den Internationalen Filmfestspielen von Venedig teilzunehmen, sondern stattdessen ein eigenes Festival in Biarritz, Cannes oder Nizza auszurichten

Philippe Erlanger war der Sohn des berühmten französischen Musikers Camille Erlanger und Irene Hillel-Manoach (aus der Familie Camondo) (1878–1920). Diese Ehe wurde am 6. März 1912 geschieden.
Er studierte in Paris Kunst und Rechtswissenschaft und erhielt ein Diplom von der Privaten Schule für Politische Wissenschaften.
Schon 1939 hatte Erlanger zusammen mit dem damaligen französischen Kulturminister Jean Zay die Idee eines Festivals von Cannes, das erst 1946 erstmals veranstaltet wurde. 1953 und 1954 war Erlanger Mitglied der Jury.
Bekannt sind vor allem seine zahlreichen veröffentlichten Biographien, wobei seine Biographie Ludwigs XIV. von der Zeitung Le Figaro littéraire sogar an die Spitze der historischen Werke des Jahrhunderts gewählt wurde.
Seine Richelieu-Biographie gehörte zu den Büchern, auf die Robert Merle beim Schreiben seiner Romanserie Fortune de France zurückgriff.
Philippe Erlanger war der Partner des Schauspielers Michel Beaufort. Er verstarb ohne Nachkommen.

## Auszeichnungen
Das Gesamtwerk Erlangers sowie viele seiner Einzel-Veröffentlichungen wurden mit Literaturpreisen ausgezeichnet:
- 1947: Prix Montyon für Louis XIII
- 1957: Prix Marie-Eugène Simon-Henri-Martin für sein Gesamtwerk
- 1960: Prix Albéric Rocheron für La vie quotidienne sous Henri IV
- 1962: Prix du Rayonnement de la langue et de la littérature françaises für sein Gesamtwerk
- 1966: Großes Goldenes Ehrenzeichen für Verdienste um die Republik Österreich[3]
- 1969: Grand Prix Gobert für Clémenceau
- 1977: Grand prix de Littérature de la Ville de Paris[4]

## Veröffentlichungen (Auswahl)
- Isabella die Katholische (Original: Isabelle la Catholique). Gernsbach 1989.
- Ludwig XIV. Das Leben eines Sonnenkönigs (Original: Louis XIV.) Frankfurt a. M. 1976.
- Richelieu. Frankfurt a. M. 1975.
- Clemenceau. Paris 1968.
- Bartholomäusnacht (Original: Le Massacre de la Saint-Barthélemy 24 août 1572). München 1966.
- La vie quotidienne sous Henri IV. Paris 1958.
- Les peintres de la réalité. Paris 1946.